# Fanny Smith
Fanny Smith (Aigle, 20 maggio 1992) è una sciatrice freestyle svizzera, medaglia di bronzo nello ski cross alle Olimpiadi di Pyeongchang 2018 ed alle Olimpiadi di Pechino 2022 e campionessa mondiale a Voss-Myrkdalen 2013 e a Engadina 2025.

## Biografia
In Coppa del Mondo ha esordito il 6 marzo 2008 a Grindelwald (non terminando la gara), ha ottenuto il primo podio il 24 gennaio 2010 a Lake Placid (2ª) e la prima vittoria il 19 dicembre dello stesso anno a San Candido.
In carriera ha partecipato a tre edizioni dei Giochi olimpici invernali - Vancouver 2010 (7ª nello ski cross),  Soči 2014 (8ª nello ski cross), Pyeongchang 2018 (bronzo nello ski cross) e Pechino 2022 (bronzo nello ski cross). Ai Campionati mondiali ha vinto otto medaglie, tra cui gli ori a Voss-Myrkdalen 2013 e a Engadina 2025.

## Palmarès

### Olimpiadi
- 1 medaglia:
  - 2 bronzi (ski cross a Pyeongchang 2018; ski cross a Pechino 2022)

### Mondiali
- 8 medaglie:
  - 3 ori (ski cross a Voss-Myrkdalen 2013; ski cross, ski cross a squadre a Engadina 2025)
  - 3 argenti (ski cross a Sierra Nevada 2017; ski cross a Park City 2019; ski cross a Idre Fjäll 2021)
  - 2 bronzi (ski cross a Kreischberg 2015; ski cross a Bakuriani 2023)

### Mondiali juniores
- 1 medaglia:
  - 1 oro (ski cross a Cardrona 2010)

### Coppa del Mondo
- Vincitrice della Coppa del Mondo di ski cross nel 2013, nel 2019, nel 2021 e nel 2025
- 85 podi:
  - 36 vittorie
  - 31 secondi posti
  - 18 terzi posti

#### Coppa del Mondo - vittorie
| Data             | Luogo         | Paese       | Disciplina |
| ---------------- | ------------- | ----------- | ---------- |
| 19 dicembre 2010 | San Candido   | Italia      | SX         |
| 8 dicembre 2012  | Nakiska       | Canada      | SX         |
| 13 dicembre 2012 | Telluride     | Stati Uniti | SX         |
| 19 dicembre 2012 | Val Thorens   | Francia     | SX         |
| 17 marzo 2013    | Åre           | Svezia      | SX         |
| 21 dicembre 2013 | San Candido   | Italia      | SX         |
| 15 marzo 2014    | Åre           | Svezia      | SX         |
| 16 marzo 2014    | Åre           | Svezia      | SX         |
| 6 febbraio 2015  | Arosa         | Svizzera    | SX         |
| 7 febbraio 2015  | Arosa         | Svizzera    | SX         |
| 21 febbraio 2015 | Tegernsee     | Germania    | SX         |
| 15 dicembre 2017 | Montafon      | Austria     | SX         |
| 3 marzo 2018     | Sunny Valley  | Russia      | SX         |
| 17 dicembre 2018 | Arosa         | Svizzera    | SX         |
| 21 dicembre 2018 | San Candido   | Italia      | SX         |
| 20 gennaio 2019  | Idre Fjäll    | Svezia      | SX         |
| 26 gennaio 2019  | Blue Mountain | Canada      | SX         |
| 23 febbraio 2019 | Sunny Valley  | Russia      | SX         |
| 24 febbraio 2019 | Sunny Valley  | Russia      | SX         |
| 7 dicembre 2019  | Val Thorens   | Francia     | SX         |
| 22 dicembre 2019 | San Candido   | Italia      | SX         |
| 25 gennaio 2020  | Idre Fjäll    | Svezia      | SX         |
| 23 febbraio 2020 | Sunny Valley  | Russia      | SX         |
| 16 dicembre 2020 | Arosa         | Svizzera    | SX         |
| 20 dicembre 2020 | Val Thorens   | Francia     | SX         |
| 20 gennaio 2021  | Idre Fjäll    | Svezia      | SX         |
| 24 gennaio 2021  | Idre Fjäll    | Svezia      | SX         |
| 27 febbraio 2021 | Bakuriani     | Georgia     | SX         |
| 13 marzo 2021    | Sunny Valley  | Russia      | SX         |
| 12 marzo 2023    | Veysonnaz     | Svizzera    | SX         |
| 17 marzo 2023    | Craigleith    | Canada      | SX         |
| 28 febbraio 2025 | Gudauri       | Georgia     | SX         |
| 14 marzo 2025    | Craigleith    | Canada      | SX         |
| 15 marzo 2025    | Craigleith    | Canada      | SX         |
| 30 marzo 2025    | Idre Fjäll    | Svezia      | SX         |

Legenda:

SX = Ski cross